# Yiánnis Koúros
Yiánnis Koúros (en grec : Γιάννης Κούρος), né le 13 février 1956 à Tripolis, en Arcadie, Grèce, est un coureur d'ultrafond grec naturalisé australien en 1990.

## Biographie
Koúros est parfois appelé le « Dieu courant » ou le successeur de Phidippidès. Il est détenteur d'un grand nombre de records du monde en ultrafond du 100 au 1 000 miles et du 12 h au 6 jours en extérieur,.
À l'âge de seize ans, il commence à courir systématiquement et se consacre à la course de longue distance. Koúros devient célèbre en remportant en 1983 en un temps record le premier Spartathlon, une course reliant Sparte et Athènes et l'ultrafond de Sydney à Melbourne (en) en 1985 en un temps record de 5 jours, 5 heures 7 minutes et 6 secondes. Il bat le record précédent détenu par Cliff Young (en).
En 1990, en raison de la réticence de l'État grec à le soutenir, il doit émigrer en Australie où il reste pendant dix ans. Il retourne en Grèce en 2000 et continue à courir avec beaucoup de succès, en Grèce et à l'étranger. En 2005, à l'âge de 49 ans, il bat son propre record du monde sur 6 jours réalisé 21 ans plus tôt avec 1 036,8 km. Ce record est battu en 2024 par le Belge Matthieu Bonne qui parcourt 1 046,2 km.
Concernant le secret de son succès, Koúros affirme « lorsque les autres personnes sont fatiguées, elles s'arrêtent. Moi, je ne m'arrête pas. Je prends le contrôle de mon corps avec mon esprit. Je lui dis qu'il n'est pas fatigué et il m'écoute. ».

## Palmarès
Statistiques marquantes, premières places et records du monde (WR) de Yiánnis Koúros d'après la Deutsche Ultramarathon-Vereinigung (DUV) et le site de Yiánnis Koúros :
| Année | Compétition                                                      | Résultat              | Place | Record |
| ----- | ---------------------------------------------------------------- | --------------------- | ----- | ------ |
| 1983  | 246 km du Spartathlon                                            | 21 h 53 min 42 s      | 1er   |        |
| 1984  | 6 jours de New York                                              | 1 022 km              | 1er   | WR     |
| 1984  | 246 km du Spartathlon                                            | 20 h 25 min 0 s       | 1er   | WR     |
| 1984  | 6 jours de Colac (en)                                            | 1 023 km              | 1er   | WR     |
| 1985  | 48 heures pédestre de Montauban                                  | 452,270 km            | 1er   | WR     |
| 1985  | 960 km de Sydney à Melbourne (en)                                | 5 j 5 h 7 min 0 s     | 1er   | WR     |
| 1985  | 100 km de Torhout                                                | 6 h 26 min 6 s        | 1er   |        |
| 1986  | 246 km du Spartathlon                                            | 21 h 57 min 0 s       | 1er   |        |
| 1986  | Sri Chinmoy 100 Mile Road Races                                  | 11 h 56 min 48 s      | 1er   |        |
| 1987  | 1060 km de Sydney à Melbourne (en)                               | 5 j 14 h 47 min 0 s   | 1er   | WR     |
| 1987  | 24 heures de Montmagny                                           | 236 km                | 1er   |        |
| 1988  | 6 jours sur route à New-York                                     | 1 028,938 km          | 1er   | WR     |
| 1988  | Sri Chinmoy Ultra Trio 1000 Mile Race                            | 10 j 10 h 30 min 35 s | 1er   | WR     |
| 1989  | 1011 km de Sydney à Melbourne (en)                               | 5 j 2 h 27 min 0 s    | 1er   |        |
| 1990  | 1006 km de Sydney à Melbourne (en)                               | 5 j 23 h 55 min 0 s   | 1er   |        |
| 1990  | Toto's International 24 Hour Challenge                           | 280,860 km            | 1er   |        |
| 1990  | 246 km du Spartathlon                                            | 20 h 29 min 4 s       | 1er   |        |
| 1995  | 24 hour Track Race Coburg                                        | 282,981 km            | 1er   |        |
| 1995  | 48 heures de Surgères                                            | 470,781 km            | 1er   | WR     |
| 1996  | 24 hour Track Race Coburg                                        | 294,504 km            | 1er   | WR     |
| 1996  | 48 heures de Surgères                                            | 473,495 km            | 1er   | WR     |
| 1997  | Sri Chinmoy 24-Hour Track Race                                   | 295,030 km            | 1er   | WR     |
| 1997  | 48 heures de Surgères                                            | 422,829 km            | 1er   |        |
| 1997  | Sri Chinmoy 24 Hour Festival of Running (piste)                  | 303,506 km            | 1er   | WR     |
| 1998  | 24 heures de Bâle (route)                                        | 290,221 km            | 1er   | WR     |
| 1999  | Championnat d'Europe IAU des 24 heures de San Giovanni Lupatoto  | 262,324 km            | 1er   |        |
| 2000  | 48 heures de Surgères                                            | 404,432 km            | 1er   |        |
| 2000  | 24 heures de San Giovanni Lupatoto                               | 265,683 km            | 1er   |        |
| 2000  | 6 jours de Colac (en)                                            | 801,6 km              | 1er   |        |
| 2001  | Championnats du monde IAU des 24 heures de San Giovanni Lupatoto | 275,828 km            | 1er   |        |
| 2002  | 24 heures de l'université de Soochow                             | 284,070 km            | 1er   |        |
| 2002  | 48 heures de Surgères                                            | 436,702 km            | 1er   |        |
| 2002  | Olander Park 24 Hour Run                                         | 277,416 km            | 1er   | WR     |
| 2003  | 48 heures de Surgères                                            | 438,813 km            | 1er   | WR     |
| 2004  | 48 heures de Surgères                                            | 443,638 km            | 1er   | WR     |
| 2005  | 6 jours de Colac (en)                                            | 1 036,8 km            | 1er   | WR     |
| 2006  | Across the Years 72h                                             | 520,500 km            | 1er   | WR     |
| 2008  | 48 h de Brno                                                     | 408,010 km            | 1er   |        |
| 2008  | Golser Benefizultralauf 48h                                      | 422,630 km            | 1er   |        |
| 2008  | 48 timer løb Bornholm                                            | 433,095 km            | 1er   |        |

## Records du monde
- 12 h sur route : 162,543 km (New York, États-Unis, 7 novembre 1984)
- 12 h sur piste : 162,400 km (Montauban, France, 16 mars 1985)
- 24 h sur route : 290,221 km (Bâle, Suisse, 3 mai 1998)
- 24 h sur piste : 303,506 km (Adélaïde, Australie, 5 octobre 1997)[8],[9]
- 48 h sur route : 433,095 km (Bornholm, Danemark, 23 mai 2008)
- 48 h sur piste : 473,797 km (Surgères, France, 5 mai 1996)
- 6 jours sur piste : 1 036,800 km (Colac, Australie, 26 novembre 2005)[9]
- 100 miles (160,9 km) sur route : 11 h 46 min 37 s (New York, États-Unis, 8 novembre 1984)
- 1 000 km sur route en 5 jours, 20 h 13 min 40 s (New York, États-Unis, 26 mai 1998)
- 1 000 km sur piste en 5 jours, 16 h 17 min 0 s (Colac, Australie, 2 décembre 1984)
- 1 000 miles (1 609 km) sur route en 10 jours, 10 h 30 min 36 s (New York, États-Unis, 1988)[8]